# Cravanche
Cravanche is een gemeente in het Franse departement Territoire de Belfort (regio Bourgogne-Franche-Comté) en telt 1806 inwoners (1999). In het Elzassisch of het Duits heette de plaats vroeger Cranwelsch. De gemeente maakt deel uit van het arrondissement Belfort en sinds 22 maart 2025 van het op die dag gevormde kanton Bavilliers. Voor die dag viel de gemeente onder het kanton Valdoie.

## Geografie
De oppervlakte van Cravanche bedraagt 1,4 km², de bevolkingsdichtheid is 1290,0 inwoners per km².
De onderstaande kaart toont de ligging van Cravanche met de belangrijkste infrastructuur en aangrenzende gemeenten.

## Demografie
Onderstaande figuur toont het verloop van het inwonertal (bron: INSEE-tellingen).